# Schulthessiella longicornis
Schulthessiella longicornis är en insektsart som beskrevs av Marius Descamps 1977. Schulthessiella longicornis ingår i släktet Schulthessiella och familjen Thericleidae. Inga underarter finns listade i Catalogue of Life.